# Хуго (Тоскана)
Хуго Велики (на италиански: Ugo di Toscana, o di Tuscia, Il Grande, Hugo, * 953 г., † 21 декември 1001 в Пистоя) е маркграф на Тосканската марка от 961 г. до смъртта си и херцог на Сполето и Камерино от 989 до 996 г.
Той е син на маркграф Хумберт (936 – 962) от род Бозониди и Вила, дъщеря на маркграф Бонифаций I от Камерино. Баща му е извънбрачен син на крал Хуго от Италия. Той е женен за Юдит и има дъщеря Вила.
Хуго е вярен привърженик на император Ото III, който му подарявя парцел в Ингелхайм, за да си построи къща, където да отсяда, когато е на имперските събрания. Хуго присъствал два пъти на събранията от другата страна на Алпите. По нареждане на Ото той води поход против Капуа. Хуго основава заедно с майка си пет или шест манастира.
Хуго умира 1001 г. в Пистоя и е погребан във Флоренция. Понеже е без наследници Хуго завещава за спасение на душата си голямо дарение на Сан Михеле ди Мартури. Неговият наследник Бонифаций пречи да се реализира дарението. През 1014 г. се осъществява само една част от дарението.